# Finsko na Letních olympijských hrách 1952
Finsko na Letních olympijských hrách 1952 ve finských Helsinkách reprezentovalo 258 sportovců, z toho 228 mužů a 30 žen. Nejmladším účastníkem byl Pirkko Pyykönen (16 let, 35 dní), nejstarší pak Konni Huber (59 let, 263 dní). Finští reprezentanti vybojovali 22 medaile, z toho 6 zlatých, 3 stříbrné a 13 bronzových.

## Medailisté
| Medaile | Jméno | Sport                | Disciplína                       |
| ------- | --- | -------------------- | -------------------------------- |
| Zlato   | Pentti Hämäläinen | Box                  | Váha bantamová - do 54 kg        |
| Zlato   | Thorvald Strömberg | Kanoistika           | Muži - K-1 10 000 m              |
| Zlato   | Kurt Wires Yrjö Hietanen                                                                                                   | Kanoistika           | Muži - K-2 1 000 m               |
| Zlato   | Kurt Wires Yrjö Hietanen                                                                                                   | Kanoistika           | Muži - K-2 10 000 m              |
| Zlato   | Sylvi Saimová | Kanoistika           | Ženy - K-1 500 m                 |
| Zlato   | Kelpo Gröndahl | Zápas                | řecko-římský do 87 kg            |
| Stříbro | Thorvald Strömberg | Kanoistika           | Muži - K-1 1 000 m               |
| Stříbro | Vilho Ylönen | Sportovní střelba    | Karabin malorážka 3 postavy 50 m |
| Stříbro | Kalervo Rauhala | Zápas                | řecko-římský do 79 kg            |
| Bronz   | Toivo Hyytiäinen | Atletika             | Muži hod oštěpem                 |
| Bronz   | Erkki Pakkanen | Box                  | Váha lehká - do 60 kg            |
| Bronz   | Erkki Mallenius | Box                  | Váha lehkostřední                |
| Bronz   | Harri Siljander | Box                  | Váha polotěžká                   |
| Bronz   | Jekka Koski | Box                  | Váha těžká                       |
| Bronz   | Onni Lappalainen Berndt Lindfors Paavo Aaltonen Kaino Lempinen Heikki Savolainen Kalevi Laitinen Kalevi Viskari Olavi Rove | Sportovní gymnastika | družstvo - víceboj               |
| Bronz   | Olavi Mannonen Lauri Vilkko Olavi Rokka                                                                                    | Moderní pětiboj      | Družstvo                         |
| Bronz   | Veikko Lommi Kauko Wahlsten Oiva Lommi Lauri Nevalainen                                                                    | Veslování            | Čtyřka s koridelníkem            |
| Bronz   | Adolf Konto Ernst Westerlund Paul Sjöberg Ragnar Jansson Rolf Turkka                                                       | Jachting             | Klasa 6,0 m                      |
| Bronz   | Tauno Mäki | Sportovní střelba    | Běžící jelen 100 m               |
| Bronz   | Leo Honkala | Zápas                | řecko-římský do 52 kg            |
| Bronz   | Tauno Kovanen | Zápas                | řecko-římský nad 87 kg           |
| Bronz   | Olavi Ojanperä | Kanoistika           | Muži - C-1 1 000 m               |